# Bilhaur
Bilhaur là một thành phố và là nơi đặt ban đô thị (municipal board) của quận Kanpur Nagar thuộc bang Uttar Pradesh, Ấn Độ.

## Địa lý
Bilhaur có vị trí 26°51′B 80°05′Đ / 26,85°B 80,08°Đ Nó có độ cao trung bình là 116 mét (380 foot).

## Nhân khẩu
Theo điều tra dân số năm 2001 của Ấn Độ, Bilhaur có dân số 18.056 người. Phái nam chiếm 53% tổng số dân và phái nữ chiếm 47%. Bilhaur có tỷ lệ 53% biết đọc biết viết, thấp hơn tỷ lệ trung bình toàn quốc là 59,5%: tỷ lệ cho phái nam là 56%, và tỷ lệ cho phái nữ là 49%. Tại Bilhaur, 15% dân số nhỏ hơn 6 tuổi.